# 王曇首
王曇首（394年—430年），琅邪臨沂（今山東臨沂）人，南朝宋官員。東晉丞相王導曾孫，東亭侯王珣幼子。兄長是南朝宋太保王弘。

## 生平
王曇首初任琅邪王司馬德文的大司馬屬，並於義熙十二年（416年）隨司馬德文北伐後秦，修復在洛陽的晉帝園陵。次年（417年），劉裕自彭城率水軍攻秦，留劉義隆於彭城任徐州刺史，以王曇首為府功曹。義煕十四年（418年），劉義隆調任荊州刺史，王曇首改為擔任其長史，其時劉裕更向劉義隆說：「王曇首，沈毅有器度，宰相才也。汝每事咨之。」稱許王曇首並且要劉義隆倚仗他。
景平二年（424年），徐羨之、傅亮先後廢殺廬陵王劉義真及宋少帝劉義符，又奉迎劉義隆為帝。劉義隆懷疑徐羨之等人，不敢南下，王曇首就與到彥之及王華力勸劉義隆接受，後更率荊州州府文武嚴兵自衞，建康派來的官員都未能接近，而中兵參軍朱容子更一直在船艙外持刀守護，最終劉義隆成功登位，即宋文帝。宋文帝繼位後，以王曇首為侍中，領驍騎將軍。後遷太子詹事、侍中。
元嘉三年（426年），宋文帝先後誅除主導廢立的徐羨之、傅亮及謝晦，王曇首等人亦有出力。故此在事後宋文帝就想封賞王曇首等人，連詔命都已寫好，並想在宴會中宣布。王曇首看見詔命後說：「近日之事，釁難將成，賴陛下英明速斷，故罪人斯戮。臣等雖得仰憑天光，効其毫露，豈可因國之災，以為身幸。陛下雖欲私臣，當如直史何。」表明不因國難獲益。宋文帝無法爭辯，只得取消封賞。當時王曇首因得皇帝信任，兼管東宮及內朝事，兄王弘則以揚州刺史、錄尚書事掌握朝權。當時同錄尚書事的彭城王劉義康對此心有不甘，想任揚州刺史想得在言辭間也表現了出來。王曇首以侍中分其權任就更令劉義康不高興。王曇首因而堅求外任吳郡太守，但宋文帝不許，還說將來其兄王弘退休後就讓他繼任其職。其時王弘亦多次因病而求退，但不得允許，劉義康就曾對賓客說：「王公久疾不起，神州詎合臥治。」流露不滿之意。王曇首於是勸王弘分其府一半兵力予劉義康，終令劉義康滿意。
元嘉七年（430年），王曇首去世，享年三十七歲。宋文帝聞訊十分傷心。當時中書舍人周糾在皇帝身邊，說：「王家欲衰，賢者先殞。」文帝答：「直是我家衰耳。」可見宋文帝對王曇首的欣賞和倚重。朝廷追贈左光祿大夫，加散騎常侍。至元嘉九年又追論誅殺徐羨之等人的功勞追封豫寧縣侯，食邑一千戶並賜諡號文。宋孝武帝時更得在劉義隆廟廷祭祀的禮遇。

## 性格特徵
- 王曇首年輕已有志向，王珣死後王弘將父親家產分給諸弟管理[1]，王曇首就只拿圖書。
- 王曇首明智並有識見和器量，喜怒不形於色，家中表現雍容，亦不好錢財和寶玉，家中婦人都不能有飾物器玩，不是俸祿應得的都不會受他人饋贈。

## 子女
- 王僧綽，嗣子，歷任侍中、吏部尚書，為劉劭所殺。
- 王僧虔，幼子，通音律，知天文星相，南朝宋官至尚書令，南齊時官至侍中、左光祿大夫、開府儀同三司。

## 延伸阅读
[在维基数据编辑]
 《宋書·卷63》，出自沈约《宋书》
 《南史·卷22》，出自李延壽《南史》